# Nuno Sequeira
Nuno Miguel Ribeiro Cruz Jerónimo Sequeira, más conocido como Nuno Sequeira, (Oporto, 19 de agosto de 1990) es un futbolista portugués que juega de defensa en el Pendikspor de la Superliga de Turquía.

## Trayectoria
Nuno Sequeira comenzó su carrera deportiva en el Leixões Sport Club, en 2009, marchándose cedido durante la temporada 2009-10 al Leça FC, fichando por ese club de manera definitiva a final de la temporada.
Sin embargo, a pesar de fichar por el Leça, regresó al Leixões una temporada después, debutando como profesional, en la Segunda División de Portugal, el 12 de agosto de 2012.
En 2013 fichó por el C. D. Nacional de la Primeira Liga, debutando el 23 de noviembre de 2013 frente al F. C. Oporto.

### Sporting Braga
En 2017 fichó por el Sporting Clube de Braga, levantando su primer título en 2020, la Copa de la Liga de Portugal.

## Selección nacional
Sequeira fue internacional sub-18 con la selección de fútbol de Portugal.
En octubre de 2020 fue convocado por primera vez con la selección absoluta para los partidos de Liga de las Naciones de la UEFA 2020-21 frente a la selección de fútbol de Francia y la selección de fútbol de Suecia, así como un amistoso frente a la selección de fútbol de España. Sequeira en principio no estaba convocado para estos partidos, pero fue convocado de urgencia debido al positivo en COVID-19 de Mário Rui.

## Clubes
| Club                | País     | Año       |
| ------------------- | -------- | --------- |
| Leixões S. C.       | Portugal | 2009-2010 |
| Leça F. C. (cedido) | Portugal | 2009-2010 |
| Leça F. C.          | Portugal | 2010-2011 |
| Leixões S. C.       | Portugal | 2011-2013 |
| A. D. Fafe (cedido) | Portugal | 2011-2012 |
| C. D. Nacional      | Portugal | 2013-2017 |
| S. C. Braga         | Portugal | 2017-2023 |
| Pendikspor          | Turquía  | 2023-     |

## Palmarés

### Títulos nacionales
| Título           | Club        | País     | Año  |
| ---------------- | ----------- | -------- | ---- |
| Copa de la Liga  | S. C. Braga | Portugal | 2020 |
| Copa de Portugal | S. C. Braga | Portugal | 2021 |